# Gerben Karstens

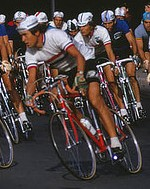
Gerben Karstens tijdens het WK op de weg 1974

Gerben Karstens (Leiden, 14 januari 1942 – Dongen, 8 oktober 2022) was een Nederlands beroepswielrenner in de periode 1965-1980.

## Loopbaan
Karstens won als amateur samen met Evert Dolman, Jan Pieterse en Bart Zoet de gouden medaille op de Olympische Spelen van 1964 op het onderdeel 100 kilometer ploegentijdrit.
Karstens was een sprinter en won etappes in alle drie de grote rondes (zes in de Ronde van Frankrijk, één in de Ronde van Italië en veertien in de Ronde van Spanje). De enige andere Nederlanders die dit presteerden, waren Jeroen Blijlevens, Erik Breukink, Jean-Paul van Poppel en Tom Dumoulin.
In 1974 droeg hij twee dagen de gele trui in de Ronde van Frankrijk. In de vierde etappe was hij als tweede geëindigd. Hij vergat alleen naar de dopingcontrole te gaan en kreeg tien minuten tijdstraf, waardoor hij zijn derde plaats in het algemeen klassement kwijtraakte. Een dag later werd die straf teruggedraaid en dankzij bonificatieseconden die Karstens in de vijfde etappe won, nam hij de gele trui over van Eddy Merckx.
Hij was een opvallend figuur in het peloton vanwege zijn grappen en grollen. Zo is hij ooit gedemarreerd uit het peloton om zich vervolgens in de bosjes te verstoppen totdat de renners voorbij gereden waren, waarna hij aan de achterkant van het peloton weer aansloot, terwijl het peloton voorin maar op zoek bleef naar de 'ontsnapte' Karstens. Om zijn clowneske gedragingen werd hij in het peloton 'de clown' genoemd. Andere bijnamen waren 'de notariszoon' en 'De Karst', in het Frans 'Le Karst'.
Karstens was ook schaatser en lid van de kernploeg in de tijd van Rudie Liebrechts. Hij deed mee aan de Nederlandse kampioenschappen schaatsen allround 1963 en werd toen achtste. Karstens legde zich na het wielrennen toe op de golfsport en werd lid van de Oosterhoutse Golf Club.
Hij overleed op 8 oktober 2022 op 80-jarige leeftijd, nadat hij enkele weken daarvoor een herseninfarct had gekregen.

## Belangrijkste overwinningen
1962
Ronde van Limburg
1964
 Olympische Zomerspelen Tokio Ploegentijdrit met Evert Dolman, Jan Pieterse en Bart Zoet
Ronde van Overijssel
Ronde van Noord-Holland
13e etappe Tour de l'Avenir
1965
Parijs-Tours
1e etappe Ronde van Nederland
21e etappe Ronde van Frankrijk
1966
Nederlands kampioen wegwedstrijd
2e etappe Parijs-Luxemburg
12e etappe Ronde van Spanje
15e etappe deel B Ronde van Spanje
17e etappe Ronde van Spanje
6e etappe Dauphiné Libéré
3e etappe deel B Ronde van Frankrijk
9e etappe Ronde van Frankrijk
Criterium der Azen
1967
4e etappe Ronde van Zwitserland
7e etappe Ronde van Spanje
10e etappe deel B Ronde van Spanje
17e etappe Ronde van Spanje
18e etappe Ronde van Spanje
1968
GP Fourmies
1969
6e etappe Vierdaagse van Duinkerke
1970
4e etappe Ronde van België
1971
7e etappe Ronde van Zwitserland
11e etappe deel B Ronde van Spanje
1e etappe deel B Ronde van Frankrijk
1972
4e etappe Ronde van Sardinië
8e etappe deel A Ronde van Zwitserland
1973
 Omloop van het Waasland
5e etappe Ronde van Italië
2e etappe Ronde van Spanje
5e etappe Ronde van Spanje
7e etappe Ronde van Spanje
12e etappe Ronde van Spanje
Criterium der Azen
1974
3e etappe Catalaanse Week
4e etappe deel A Catalaanse Week
16e etappe Ronde van Spanje
Ronde van de Haut-Var
1975
4e etappe Ronde van Luxemburg
1976
Proloog Ruta del Sol
1e etappe Ruta del Sol
2e etappe deel A Ruta del Sol
2e etappe deel B Ruta del Sol
18e etappe deel C Ronde van Frankrijk
22e etappe deel B Ronde van Frankrijk
12e etappe Ronde van Spanje
1977
1e etappe Ronde van Nederland

## Belangrijkste ereplaatsen
1965
2e in de Ronde van Lombardije
1966
3e in de Trofeo Baracchi (met Bart Zoet)
5e in Rund um den Henninger-Turm
5e in de Grand Prix de Lugano
1967
4e in de Ronde van Sardinië
5e in het NK wegwedstrijd
1969
3e in het NK wegwedstrijd
4e in de Trofeo Baracchi (met René Pijnen)
5e in de Vierdaagse van Duinkerken
1970
2e in Milaan-San Remo
1971
2e in de Amstel Gold Race
3e in het NK wegwedstrijd
3e in Gent-Wevelgem
3e in Parijs-Tours
1973
3e in het NK wegwedstrijd
1974
4e in de Ronde van de Middellandse Zee
4e in de GP Fourmies
1975
4e in Gent-Wevelgem
5e in de Ronde van Nederland
1976
3e in de Ruta del Sol
1976
3e in de Ronde van Luxemburg
5e in de GP Fourmies

## Resultaten in voornaamste wedstrijden
| Jaar | Ronde van Italië | Ronde van Frankrijk | Ronde van Spanje |
| ---- | ---------------- | ------------------- | ---------------- |
| 1965 |                  | 59e (1)             |                  |
| 1966 |                  | 46e (2)             | 21e (3)          |
| 1967 |                  | 30e                 | 51e (4)          |
| 1968 |                  |                     |                  |
| 1969 |                  | 65e                 |                  |
| 1970 |                  |                     |                  |
| 1971 |                  | 63e (1)             | 39e (1)          |
| 1972 |                  | 60e                 |                  |
| 1973 | 23e (1)          |                     | opgave (4)       |
| 1974 |                  | 61e                 | 48e (1)          |
| 1975 |                  | 50e                 |                  |
| 1976 |                  | 84e (2)             | opgave (1)       |
| 1977 |                  | 52e                 |                  |
| 1978 |                  | uitgesloten (**)    |                  |

| Jaar | Milaan-San Remo | Gent-Wevelgem | Ronde van Vlaanderen | Parijs-Roubaix | Amstel Gold Race | Luik-Bast.‑Luik | Ronde van Lombardije | Parijs-Tours | E3 Harelbeke | Waalse Pijl |  | WK op de weg |  | Wereldranglijsten |
| ---- | --------------- | ------------- | -------------------- | -------------- | ---------------- | --------------- | -------------------- | ------------ | ------------ | ----------- |  | ------------ |  | ----------------- |
| 1965 |                 |               | 31e                  | 31e            |                  |                 | ↑                    | ↑            |              |             |  | 45e          |  | 8e (SPP)          |
| 1966 | 38e             | 13e           | 37e                  | 10e            |                  |                 | 11e                  |              |              |             |  |              |  |                   |
| 1967 | 9e              | 33e           | 10e                  | 11e            | 24e              |                 |                      | 91e          | 7e           |             |  | 15e          |  |                   |
| 1968 | 11e             |               | 27e                  |                | 12e              |                 |                      | 12e          | 6e           |             |  |              |  |                   |
| 1969 |                 |               |                      |                |                  |                 | ↑                    | 21e          |              |             |  | 9e           |  |                   |
| 1970 | ↑               |               | 22e                  | 9e             |                  |                 |                      |              |              | 16e         |  |              |  | 25e (SPP)         |
| 1971 | 18e             | Brons         | 64e                  | 26e            | ↑                | 11e             |                      | Brons        |              | 8e          |  | 49e          |  |                   |
| 1972 | 13e             | 41e           | 34e                  | 13e            | 8e               | 21e             |                      | 51e          |              |             |  |              |  |                   |
| 1973 |                 |               |                      |                |                  |                 |                      |              |              |             |  | 37e          |  |                   |
| 1974 |                 |               | 7e                   |                |                  |                 |                      |              | 6e           |             |  | 15e          |  |                   |
| 1975 | 17e             | 4e            | 6e                   | 10e            |                  | 16e             |                      |              | 5e           | 11e         |  |              |  | 41e (SPP)         |
| 1976 |                 |               |                      |                |                  |                 |                      |              |              |             |  | 22e          |  |                   |
| 1977 |                 |               |                      |                |                  |                 |                      | 15e          |              |             |  |              |  |                   |
| 1978 |                 |               |                      |                |                  |                 |                      |              |              |             |  |              |  |                   |

## Trivia
- Van deze coureur is bekend dat hij bij wijze van spreken geen meter bergop kon rijden. Naar grote rondes, zoals de Ronde van Frankrijk, ging hij uitsluitend om in de vlakke etappes voor en na de bergen een of meer ritten in de sprint te winnen. In de bergen begon de ellende. Hij kwam dan steevast terecht in de achterste gelederen, die gevormd werden door allen die zich op een of andere manier over die verschrikkelijke cols heen moesten zien te wringen. Deze groep werd veelal aangeduid als "de duiven". Maar toen een verslaggever "De Karst" een vraag stelde waarin eerstgenoemde sprak over "de duiven", reageerde "de Leidse notariszoon" nogal bits met: "We zijn geen duiven, we zijn coureurs".
- Tweemaal is de Karst gediskwalificeerd nadat hij een overwinning had behaald. Dit overkwam hem in 1969 in de Ronde van Lombardije en in 1974 in Parijs-Tours. In beide gevallen werd hij verdacht van doping. In het laatste geval had hij vergeten zich te laten controleren.